# 木下一

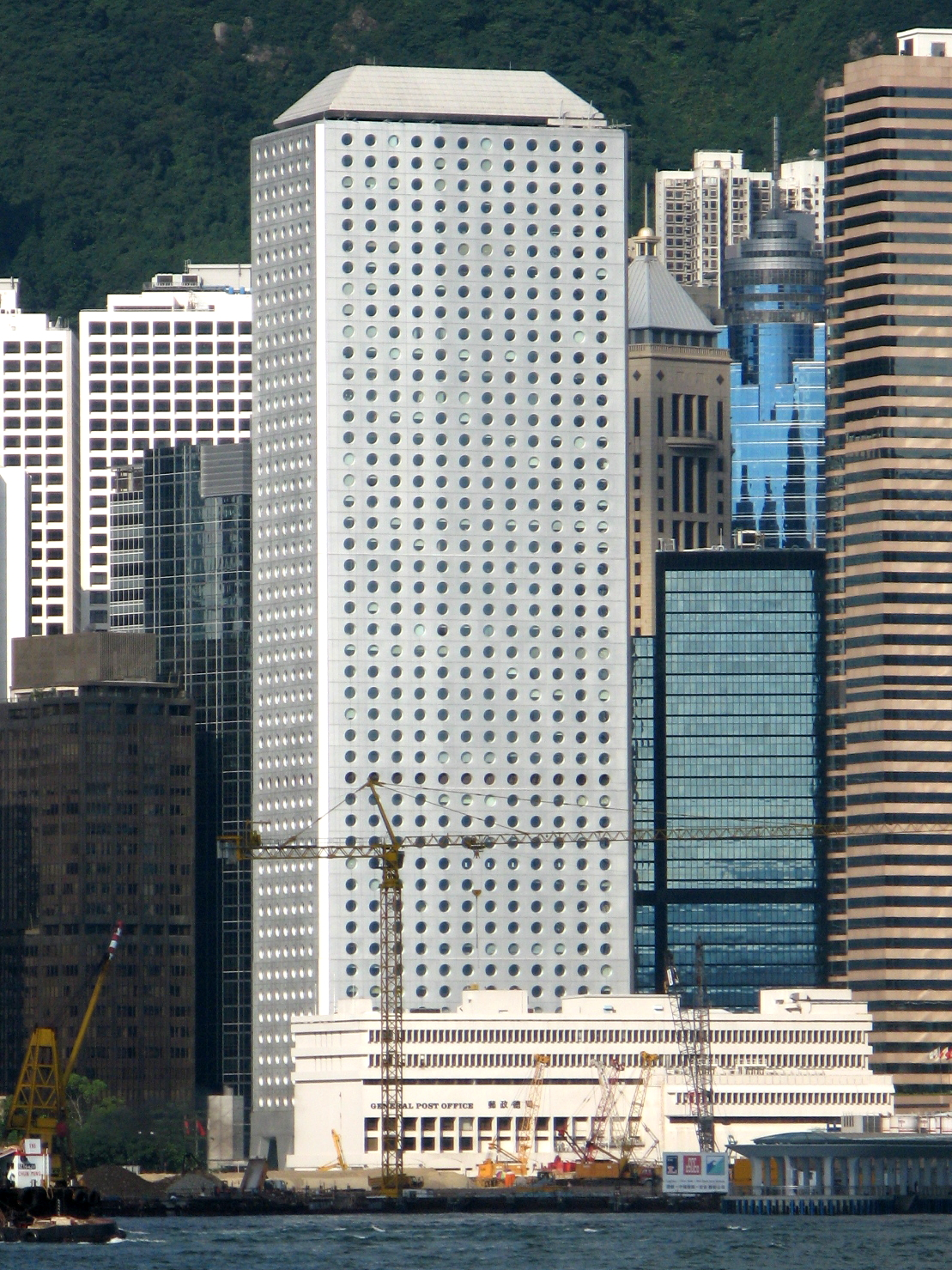
曾經是亞洲最高建築的怡和大廈

木下一（英語：James Hajime Kinoshita，1933年—）是一名加拿大籍日裔建築師，曾於美國麻省理工學院修讀建築，1960年來到香港，其後任職巴馬丹拿建築及工程師事務所，知名作品有中環怡和大廈和置地廣塲等。

## 設計作品

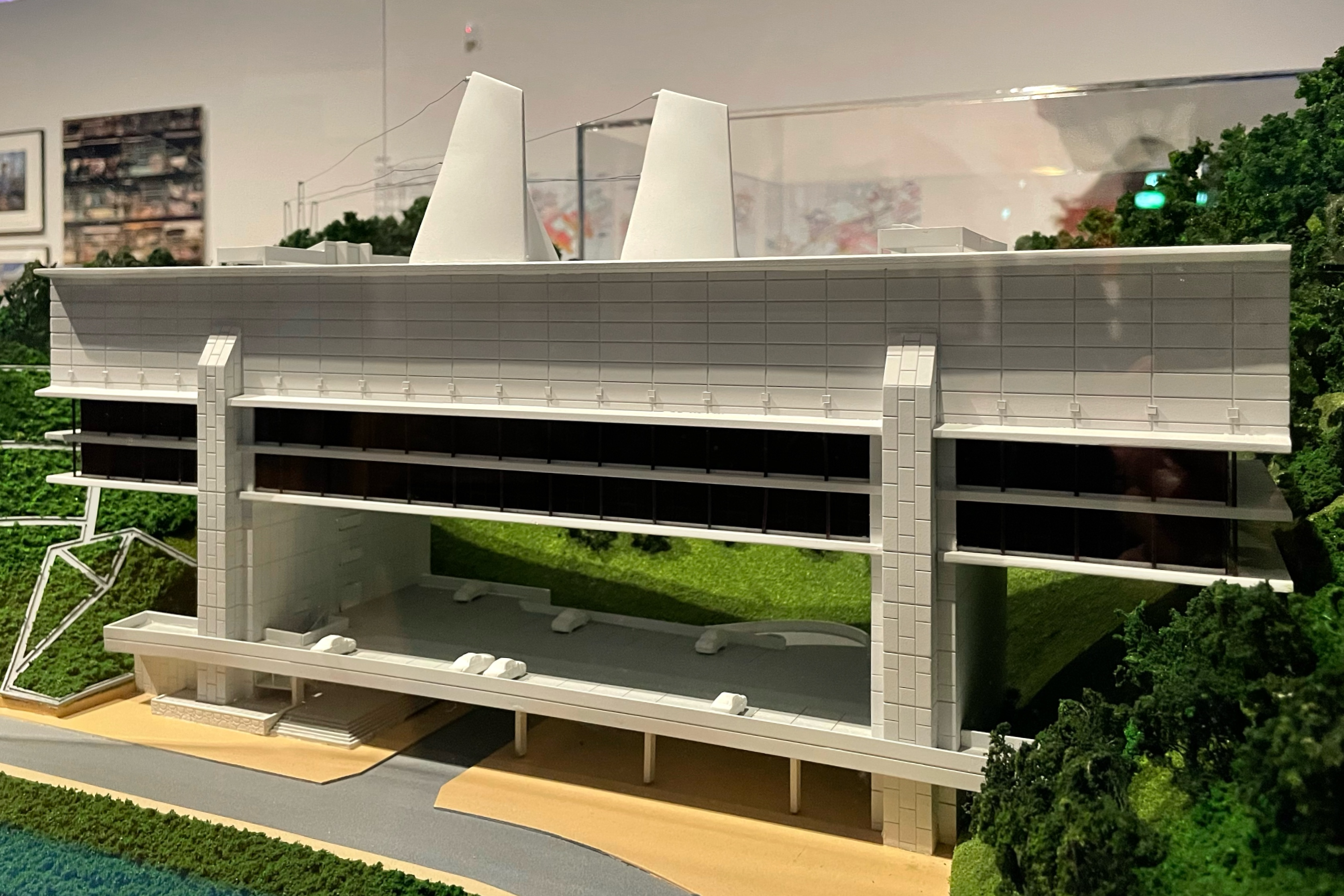
堅尼地道電力變壓站模型

木下一在巴馬丹拿公司任職的28年時為香港設計不少作品：
- 香港希爾頓酒店（1963年，已拆卸並重建為長江集團中心）
- 灣仔友邦大廈（1966年，已拆卸重建）
- 堅尼地道電力變壓站（1967–1970年，已拆卸；興建期間香港電燈決定總部搬至站內，而屋頂突出物為保護山頭延伸的電纜[2]）
- 嘉頓公司深井廠房（1960-70年代，已拆卸重建）[3]
- 怡和大廈（1972年，舊稱康樂大廈）
- 香港理工大學校園（一期，1976年）
- 置地廣塲辦公室及商場建築群（1979–1982年）
- 沙田穗禾苑（1981年）及葵涌翠瑤苑（1981年）
- 中匯大廈（1994–1997年）

## 獲得獎項
- 穗禾苑：香港建築師學會年度建築獎銀獎（1981年）[4]
- 香港建築師學會金獎（2020年）

## 軼事

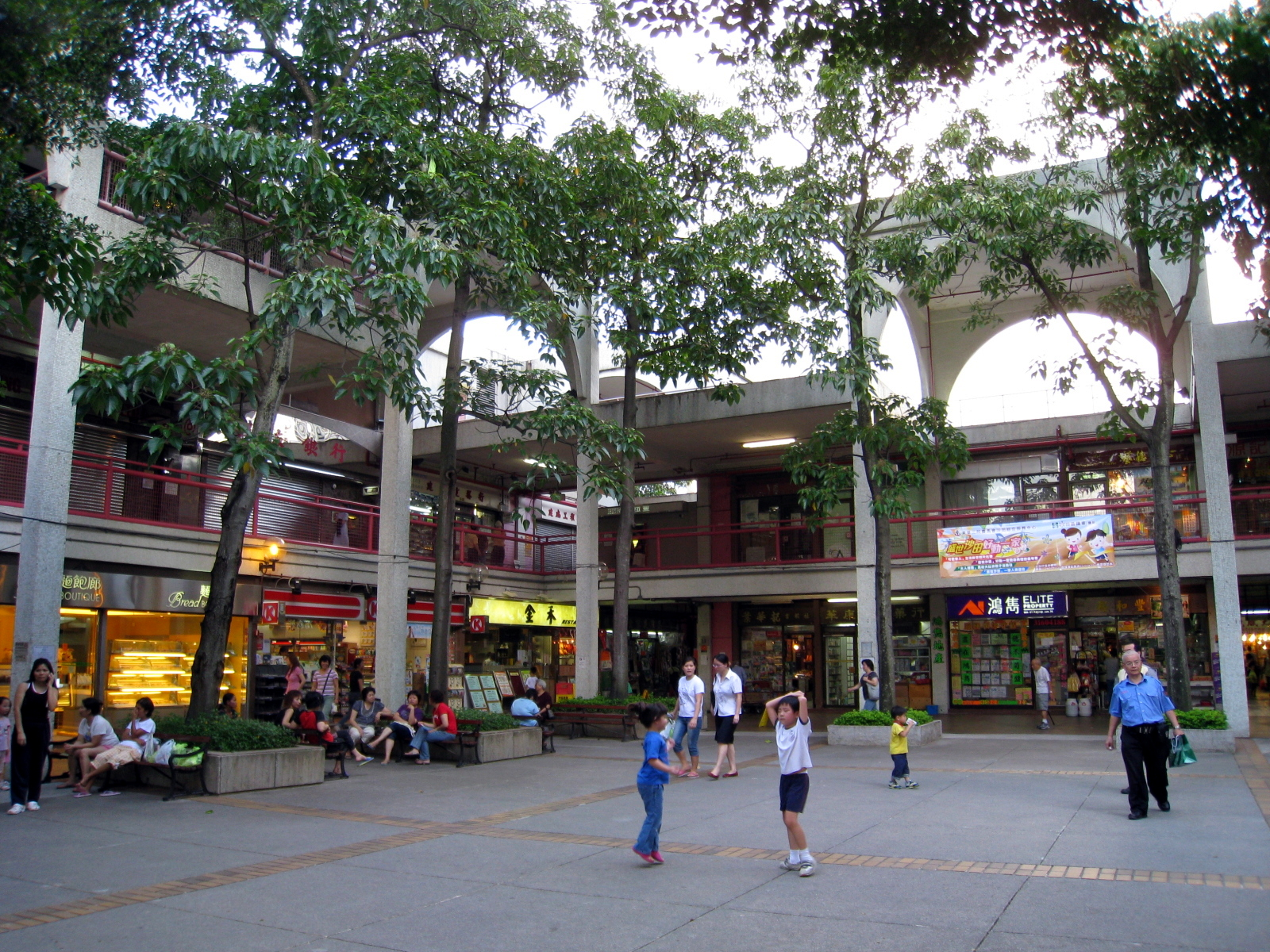
穗禾苑的設計都運用了不少幾何圖案

- 怡和大廈採用圓形窗戶的靈感來自於他妻子，她跟木下一說很多其他建築都用上方形窗戶，看起來很沉悶，於是反問他何不嘗試別的形狀[1]。
- 穗禾苑的升降機只會每三層停，其他樓層的住戶需要落一層和上一層，同時升降機大堂設計寬闊，兩者原意是營造社交場地鼓勵鄰舍交流[5]。
- 理工大學後來由薩哈·哈帝設計的賽馬會創新樓，木下一意見認為在選用建築師上作出了錯誤選擇，因為感覺到她強行塑造它成別樹一格[6]。

## 個人生活
- 木下一雖然擁有日本血統，但他在加拿大出生而本人不懂日文。
- 他來港的原因有說是當年為追求心愛的香港女友（即現任妻子），其後在巴馬丹拿公司找到工作而有機會發揮[7]。
- 他與妻子現居於西貢的別墅。

## 出版書籍
- 《From Slocan to Hong Kong: An Architect's Journey》

## 外部連結
- 维基共享资源上的相關多媒體資源：木下一